# Homalocoris minutus
Homalocoris minutus är en insektsart som först beskrevs av Mayr 1865.  Homalocoris minutus ingår i släktet Homalocoris och familjen rovskinnbaggar. Inga underarter finns listade i Catalogue of Life.